# Turzyn

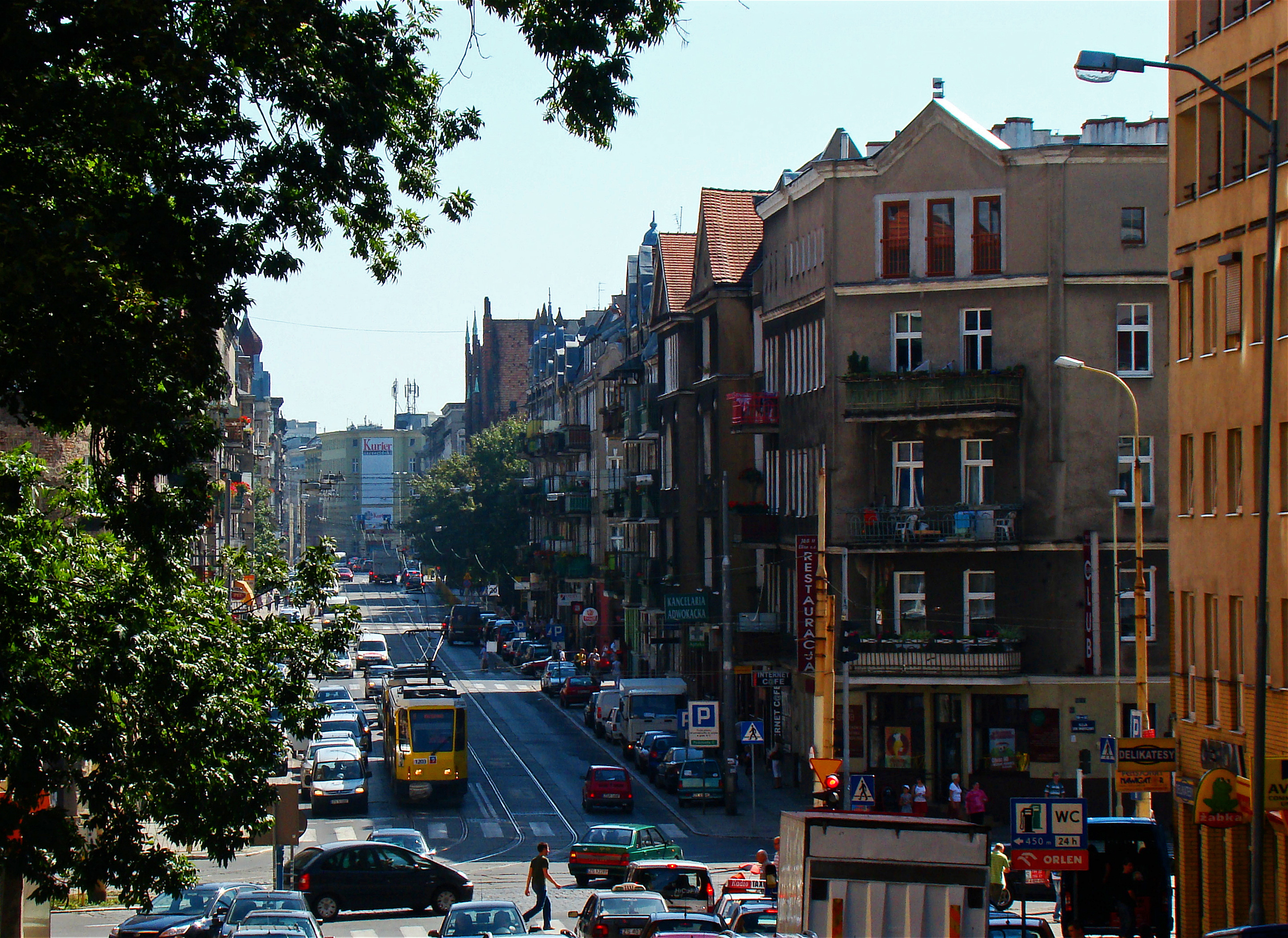
Blick in eine Hauptstraße

Lage von Turzyn in der Stadt

Stadtplan

Turzyn (deutsch Torney) ist ein Stadtteil von Stettin in der polnischen Woiwodschaft Westpommern. 2018 betrug die Einwohnerzahl 17.963.
Turzyn liegt im westlichen Teil des Stadtbezirks Stadtmitte (Śródmieście).

## Geschichte
Im Mittelalter lag das Dorf Torney auf den Hügeln westlich der Stadt. Anfang des 18. Jahrhunderts wurde es im Nordischen Krieg zerstört und an anderer Stelle neu aufgebaut.
Es gehörte zum Kreis Randow in der preußischen Provinz Pommern.
Ende des 19. und Anfang des 20. Jahrhunderts entstanden breite Straßen mit Mietshäusern, die den Charakter des Stadtteils bis heute prägen. 1910 wurde Torney nach Stettin eingemeindet.

## Infrastruktur und Kultur
In Turzyn gibt es zahlreiche Geschäfte, Einkaufszentren und einen Basar.
Die Westpommersche Technische Universität hat hier ihren Campus.
Im Bahnhof Turzyn endet eine Strecke von Dąbie (Altdamm) und führt eine weitere nach Szczecin Główny (Hauptbahnhof) und Trzebież. Die Andreas-Bobola-Kirche von 1929 ist eine Sehenswürdigkeit.